# Роберт Келлі
Роберт Едвін Келлі (англ. Robert Edwin Kelly; 27 вересня 1972, Каягога) — американський політичний аналітик з міжкорейських справ та доцент кафедри політології в Національному університеті Пусана. У березні 2017 року став відомим завдяки інтерв'ю Роберта телеканалу BBC, яке було раптово перерване його дітьми та дружиною.

## Біографія
Народився в окрузі Каягога, штат Огайо, Келлі в 1994 році закінчив Університет Маямі, отримавши ступінь бакалавра з історії та політології, згодом став випускноком Державного університету штату Огайо, отримавши ступінь магістра міжнародних відносин у 2002 році та звання доктора філософії в міжнародних відносинах у 2005 році, представивши дисертацію під назвою «Вплив неурядових організацій на Бретон-Вудські установи». Він навчався в Німеччині, і він пройшов стажування в німецькому Бундестазі. Вільно володіє німецькою.

### Кар'єра
Келлі є доцентом міжнародних відносин в Департаменті політології та дипломатії Національного університету Пусана в Пусані, Південна Корея. Як політичний аналітик з питань міжкорейської справи, він допомагає випускати телепрограми. Він виступав у ЗМІ BBC, CCTV та Al Jazeera та написав кілька публікацій, зокрема «The Diplomat» та «Foreign Affairs». Він також надав експертну оцінку «The Washington Post» та «The New York Times». Келлі, крім того, є плідним автором «The Interpreter», опублікованим австралійським аналітичним центром «Lowy Institute».

### Інтерв'ю BBC (2017)
10 березня 2017 року під час інтерв'ю телеканалу BBC про Імпічмент Пак Кин Хє до кімнати Роберта Келлі раптово зайшли його діти: чотирирічна донька та дев'ятимісячний син. Згодом до кінмати забігла дружина політолога, Юнг-Кім, яка почала швидко витягати з кімнати дітей, скидаючи книги з письмового столу та навколішки закриваючи двері.
Відео швидко стало вірусним. Всього за один день відео переглянуло більше 6 мільйонів разів на хостингу YouTube і стало найпопулярнішим відео у Великій Британії на той момент. Пізніше ролик названий номером 10 у списку найпопулярніших вірусних відео YouTube від 2017 року.
14 березня Келлі та його родина розповіла про інцдент у інтерв'ю. Він сказав, що «протягом двох тижнів ми були найвідомішою сім'єю на землі», але він вважав, що це може бути «кінець моєї кар'єри як експерт».